# Imljani
Imljani (en serbe cyrillique : Имљани) est un village de Bosnie-Herzégovine. Il est situé dans la municipalité de Kneževo et dans la république serbe de Bosnie. Selon les premiers résultats du recensement bosnien de 2013, il compte 920 habitants.

## Démographie

### Évolution historique de la population dans la localité
| 1948  | 1953 | 1961  | 1971  | 1981  | 1991  | 2013 |
| ----- | ---- | ----- | ----- | ----- | ----- | ---- |
| 2 019 | -    | 1 837 | 2 065 | 2 068 | 1 565 | 920  |

|  |